# 浮生六相
《浮生六相》是M Pictures制作，改编自意大利诺贝尔文学奖作家路伊吉·皮兰德娄《六个寻找剧作家的角色》的泰国大制作电影。电影云集多名一线大咖，由泰莎昂·派索克乔纶、卡曼妮·耶美肯、马里奥·毛瑞尔和帕贡·查博里拉主演，预计2022年9月15日在全泰国公映。

## 故事情节
著名的青年电影导演Kamron（马里奥 饰）正在电影院拍摄一部恐怖电影。不久，发生了电流短路，整个场景的灯都熄灭了……在黑暗中。一群神秘的六个人出现了，缓缓地走向Kamron，并声称是作者为他们的生活创造的角色……

## 演员阵容
- 泰莎昂·派索克乔纶

美若淑女的选美皇后，嫁给了一位年轻的亿万富翁，育有1岁的儿子。因与丈夫英俊的年轻秘书“通奸”而不得不受到谴责。后来，她被赶出豪宅并被禁止与她的儿子见面长达20年。
- 卡曼妮·耶美肯[5]

魅惑众男的妓女。
- 马里奥·毛瑞尔 饰演 Kamron Singha[6]

脾气暴躁的年轻导演。
- 帕贡·查博里拉 饰演 Nathee

年轻秘书，多才多艺的他是公司里最抢眼的帅哥，与貌美如花的老板娘有一腿。
- 娜塔玻·提米露克

美丽、珍贵而优雅的前人气女星。她的内心深处充满了痛苦，因为她与Kamron Singha有着深厚的感情。
- 查亚鹏·普帕特

## 制作

### 选角
导演兼制作人M·L·庞帝华诺普·蒂华库拉表示没有比泰莎昂·派索克乔纶更适合选美皇后一角的女演员了。因为该角色必须从“年轻”饰演到“老年”。

### 引用
1. 1 2  ผู้จัดการออนไลน์. . MGR Online. 2021-11-17  [2022-07-08]. （原始内容存档于2022-07-08） （泰语）.
2. ↑  你正在追的泰国泰剧. . 2022-07-07  [2022-07-08]. （原始内容存档于2022-07-12） （中文）.
3. ↑  . 泰国邮报. 2022-06-22  [2022-07-08]. （原始内容存档于2022-09-28） （泰语）.
4. 1 2  . 一针见血报（英语：Kom Chad Luek）. 2021-01-05  [2022-07-08]. （原始内容存档于2022-11-12） （泰语）.
5. ↑  ผู้จัดการออนไลน์. . MGR Online. 2021-12-10  [2022-07-08]. （原始内容存档于2022-07-08） （泰语）.
6. ↑  ผู้จัดการออนไลน์. . MGR Online. 2021-12-07  [2022-07-08]. （原始内容存档于2022-07-08） （泰语）.
7. ↑  ผู้จัดการออนไลน์. . MGR Online. 2022-02-17  [2022-07-08]. （原始内容存档于2022-07-08） （泰语）.
8. ↑  . 泰国邮报. 2022-02-03  [2022-07-08]. （原始内容存档于2022-09-28） （泰语）.
9. ↑  ผู้จัดการออนไลน์. . 暹罗日报. 2022-01-20  [2022-07-08]. （原始内容存档于2022-07-08） （泰语）.